# Liste des monuments historiques du 9e arrondissement de Paris

Cet article recense les monuments historiques du 9e arrondissement de Paris, en France.

## Liste
| Monument                                                                                              | Adresse | Coordonnées                      | Notice         | Protection     | Date      | Illustration |
| --- | --- | -------------------------------- | -------------- | -------------- | --------- | --- |
| Bains Turcs                                                                                           | 18 rue des Mathurins | 48° 52′ 23″ nord, 2° 19′ 44″ est | « PA00088964 » | Inscrit        | 1977      | Bains Turcs |
| Casino de Paris                                                                                       | 16 rue de Clichy | 48° 52′ 42″ nord, 2° 19′ 48″ est | « PA00089008 » | Inscrit        | 1990      | Casino de Paris |
| Central téléphonique Provence et bureau de poste,                                                     | 15-17 rue du Faubourg-Poissonnière 2 à 12 rue Bergère 2 rue du Conservatoire | 48° 52′ 20″ nord, 2° 20′ 52″ est | « PA75090001 » | Inscrit        | 1999      | Central téléphonique Provence et bureau de posteCe central téléphonique était appelé central Provence en raison de la proximité de la rue de Provence. Il avait comme indicatif téléphonique PRO,Galerie Photos Central téléphonique Provence, Paris |
| Bouillon Chartier                                                                                     | 7 rue du Faubourg-Montmartre | 48° 52′ 19″ nord, 2° 20′ 35″ est | « PA00088899 » | Inscrit        | 1989      | Bouillon Chartier |
| Cité d'Antin                                                                                          | 57, 59, 61 rue de Provence 1 à 7, 16, 18, 35, 37 cité d'Antin | 48° 52′ 27″ nord, 2° 20′ 03″ est | « PA00088900 » | Inscrit        | 1927      | Cité d'Antin |
| Cité Bergère                                                                                          | 1 à 11, 2 à 18 cité Bergère 21, 23 rue Bergère 6 rue du Faubourg-Montmartre | 48° 52′ 19″ nord, 2° 20′ 36″ est | « PA00089011 » | Inscrit        | 1990      | Cité Bergère |
| Cité Napoléon                                                                                         | 58-60bis rue Marguerite-de-Rochechouart 25 rue Pétrelle | 48° 52′ 50″ nord, 2° 20′ 48″ est | « PA75090003 » | Inscrit        | 2003      | Cité Napoléon |
| Cité de Trévise                                                                                       | 5 rue Bleue 14 rue Richer | 48° 52′ 29″ nord, 2° 20′ 49″ est | « PA00089013 » | Inscrit        | 1991      | Cité de Trévise |
| Comédie de Paris                                                                                      | 42 rue Pierre-Fontaine 51 boulevard de Clichy | 48° 52′ 59″ nord, 2° 19′ 59″ est | « PA00089014 » | Inscrit        | 1991      | Comédie de Paris |
| Comptoir national d'escompte de Paris                                                                 | 14 à 18 rue Bergère 1 à 5 rue du Conservatoire 5 à 9 rue Sainte-Cécile | 48° 52′ 20″ nord, 2° 20′ 46″ est | « PA00089015 » | Inscrit        | 1991      | Comptoir national d'escompte de Paris |
| Ancienne Confiserie Tanrade                                                                           | 18 rue Vignon | 48° 52′ 17″ nord, 2° 19′ 35″ est | « PA00088901 » | Inscrit        | 1984      | Ancienne Confiserie Tanrade |
| Conservatoire National de Musique et de Déclamation Conservatoire national supérieur d'art dramatique | 2bis rue du Conservatoire | 48° 52′ 21″ nord, 2° 20′ 49″ est | « PA00088902 » | Classé inscrit | 1921 2019 | Conservatoire National de Musique et de DéclamationConservatoire national supérieur d'art dramatique |
| Ancien Couvent des Capucins à Paris Église Saint-Louis d'Antin Lycée Condorcet                        | 63, 65 rue de Caumartin | 48° 52′ 29″ nord, 2° 19′ 42″ est | « PA00088903 » | Classé         | 1981      | Ancien Couvent des Capucins à ParisÉglise Saint-Louis d'AntinLycée Condorcet |
| Crèmerie                                                                                              | 13 rue de Rougemont | 48° 52′ 19″ nord, 2° 20′ 45″ est | « PA00088904 » | Inscrit        | 1984      | Crèmerie |
| Édicule Guimard de la station de métro Cadet                                                          | 65 rue La Fayette 17 rue Cadet | 48° 52′ 34″ nord, 2° 20′ 39″ est | « PA00088991 » | Inscrit        | 2016      | Édicule Guimard de la station de métro Cadet |
| Édicule Guimard de la station de métro Opéra                                                          | Rue Auber rue Scribe | 48° 52′ 18″ nord, 2° 19′ 50″ est | « PA00088992 » | Inscrit        | 2016      | Édicule Guimard de la station de métro Opéra |
| Édicule Guimard de la station de métro Pigalle                                                        | 16 boulevard de Clichy | 48° 52′ 56″ nord, 2° 20′ 15″ est | « PA00086752 » | Inscrit        | 2016      | Édicule Guimard de la station de métro Pigalle |
| Édicule Guimard de la station de métro Place de Clichy                                                | 130 boulevard de Clichy Place de Clichy | 48° 53′ 02″ nord, 2° 19′ 39″ est | « PA00086753 » | Inscrit        | 2016      | Édicule Guimard de la station de métro Place de Clichy |
| Église de la Sainte-Trinité                                                                           | Rue Morlot rue de la Trinité rue de Cheverus | 48° 52′ 37″ nord, 2° 19′ 54″ est | « PA00088906 » | Classé         | 2016      | Église de la Sainte-Trinité |
| Église Notre-Dame-de-Lorette                                                                          | Rue de Châteaudun rue Fléchier rue Bourdaloue rue Saint-Lazare | 48° 52′ 34″ nord, 2° 20′ 20″ est | « PA00088905 » | Classé         | 1984      | Église Notre-Dame-de-Lorette |
| Église Saint-Eugène-Sainte-Cécile                                                                     | 4bis rue Sainte-Cécile 4 rue du Conservatoire | 48° 52′ 23″ nord, 2° 20′ 50″ est | « PA00088907 » | Classé         | 1983      | Église Saint-Eugène-Sainte-Cécile |
| Épicerie fine À la mère de famille                                                                    | 35 rue du Faubourg-Montmartre | 48° 52′ 26″ nord, 2° 20′ 32″ est | « PA00088908 » | Inscrit        | 1984      | Épicerie fine À la mère de famille |
| Foyer de l'Union chrétienne des Jeunes Gens de Paris                                                  | 14 rue de Trévise | 48° 52′ 21″ nord, 2° 20′ 25″ est | « PA00133009 » | Inscrit        | 1994      | Foyer de l'Union chrétienne des Jeunes Gens de Paris |
| Le Grand Hôtel InterContinental                                                                       | 12 boulevard des Capucines 2, 4, 6 rue Scribe 5 place de l'Opéra | 48° 52′ 14″ nord, 2° 19′ 52″ est | « PA00088909 » | Inscrit        | 1975      | Le Grand Hôtel InterContinental |
| Hôtel d'Aumont                                                                                        | 2, 2bis rue de Caumartin 30 boulevard des Capucines | 48° 52′ 13″ nord, 2° 19′ 41″ est | « PA00088910 » | Inscrit        | 1977      | Hôtel d'Aumont |
| Hôtel Bélanger                                                                                        | 13, 15 rue Saint-Georges | 48° 52′ 31″ nord, 2° 20′ 13″ est | « PA00088911 » | Inscrit        | 1964      | Hôtel Bélanger |
| Hôtel Le Duc de Biéville                                                                              | 10 rue de la Grange-Batelière | 48° 52′ 23″ nord, 2° 20′ 31″ est | « PA00089009 » | Inscrit        | 1990      | Hôtel Le Duc de Biéville |
| Hôtel Blémont (actuel siège de la Société des auteurs et compositeurs dramatiques)                    | 5, 7 rue Ballu | 48° 52′ 54″ nord, 2° 19′ 51″ est | « PA00088924 » | Inscrit        | 1977      | Hôtel Blémont (actuel siège de la Société des auteurs et compositeurs dramatiques) |
| Hôtel Bony                                                                                            | 32 rue de Trévise | 48° 52′ 30″ nord, 2° 20′ 46″ est | « PA00088912 » | Classé         | 1976      | Hôtel Bony |
| Hôtel de Choudens                                                                                     | 21 rue Blanche | 48° 52′ 21″ nord, 2° 20′ 25″ est | « PA00088913 » | Inscrit        | 1980      | Hôtel de Choudens |
| Hôtel Cromot du Bourg                                                                                 | 9, 11 rue Cadet 60 rue La Fayette | 48° 52′ 30″ nord, 2° 20′ 35″ est | « PA00088914 » | Classé         | 1987      | Hôtel Cromot du Bourg |
| Hôtel de Mademoiselle Duchesnois                                                                      | 3 rue de la Tour-des-Dames | 48° 52′ 40″ nord, 2° 20′ 02″ est | « PA00088915 » | Inscrit        | 1927      | Hôtel de Mademoiselle Duchesnois |
| Hôtel de Mademoiselle Mars                                                                            | 1 rue de la Tour-des-Dames 7 rue Catherine-de-La-Rochefoucauld | 48° 52′ 40″ nord, 2° 20′ 03″ est | « PA00088916 » | Inscrit        | 1977      | Hôtel de Mademoiselle Mars |
| Hôtel des Maréchaux                                                                                   | 13, 15, 17 rue Richer | 48° 52′ 27″ nord, 2° 20′ 47″ est | « PA00089010 » | Inscrit        | 1990      | Hôtel des Maréchaux |
| Hôtel de Mercy-Argenteau                                                                              | 16 boulevard Montmartre | 48° 52′ 19″ nord, 2° 20′ 28″ est | « PA00088917 » | Inscrit        | 1958      | Hôtel de Mercy-Argenteau |
| Hôtel Moreau                                                                                          | 20 rue de la Chaussée-d'Antin | 48° 52′ 20″ nord, 2° 20′ 04″ est | « PA00088944 » | Inscrit        | 1927      | Hôtel Moreau |
| Hôtel Renan-Scheffer (actuel Musée de la vie romantique)                                              | 16 rue Chaptal | 48° 52′ 51″ nord, 2° 20′ 00″ est | « PA00088936 » | Inscrit        | 1956      | Hôtel Renan-Scheffer (actuel Musée de la vie romantique) |
| Hôtel Rousseau                                                                                        | 66 rue Catherine-de-La-Rochefoucauld | 48° 52′ 51″ nord, 2° 20′ 09″ est | « PA00088918 » | Classé         | 1964      | Hôtel Rousseau |
| Hôtel Talma                                                                                           | 9 rue de la Tour-des-Dames | 48° 52′ 40″ nord, 2° 19′ 59″ est | « PA00088919 » | Inscrit        | 1975      | Hôtel Talma |
| Immeuble                                                                                              | 1bis rue d'Athènes | 48° 52′ 41″ nord, 2° 19′ 47″ est | « PA00088920 » | Inscrit        | 1977      | Immeuble |
| Immeuble                                                                                              | 3bis rue d'Athènes | 48° 52′ 41″ nord, 2° 19′ 47″ est | « PA00088921 » | Inscrit        | 1977      | Immeuble |
| Immeuble                                                                                              | 10 rue d’Aumale | 48° 52′ 41″ nord, 2° 20′ 12″ est | « PA00088923 » | Inscrit        | 1977      | Immeuble |
| Immeuble                                                                                              | 26 rue Buffault | 48° 52′ 34″ nord, 2° 20′ 32″ est | « PA00088925 » | Inscrit        | 1927      | Immeuble |
| Immeuble dit Hôtel Judic                                                                              | 12 rue du Cardinal-Mercier | 48° 52′ 52″ nord, 2° 19′ 48″ est | « PA00088926 » | Classé         | 1977      | Immeuble ditHôtel Judic |
| Immeuble Ancien Hôtel de la Haye                                                                      | 1, 3 rue de Caumartin 2 boulevard de la Madeleine | 48° 52′ 13″ nord, 2° 19′ 40″ est | « PA00088927 » | Inscrit        | 1927      | ImmeubleAncien Hôtel de la Haye |
| Immeuble                                                                                              | 2bis rue de Caumartin | 48° 52′ 13″ nord, 2° 19′ 41″ est | « PA00088928 » | Inscrit        | 1977      | Immeuble |
| Immeuble                                                                                              | 4 rue de Caumartin | 48° 52′ 14″ nord, 2° 19′ 41″ est | « PA00088929 » | Inscrit        | 1977      | Immeuble |
| Immeuble                                                                                              | 6 rue de Caumartin | 48° 52′ 14″ nord, 2° 19′ 41″ est | « PA00088930 » | Inscrit        | 1977      | Immeuble |
| Immeuble                                                                                              | 8 rue de Caumartin | 48° 52′ 15″ nord, 2° 19′ 41″ est | « PA00088931 » | Inscrit        | 1977      | Immeuble |
| Immeuble                                                                                              | 10 rue de Caumartin | 48° 52′ 15″ nord, 2° 19′ 41″ est | « PA00088932 » | Inscrit        | 1977      | Immeuble |
| Immeuble                                                                                              | 30 rue de Caumartin 8 rue Boudreau | 48° 52′ 20″ nord, 2° 19′ 42″ est | « PA00088933 » | Inscrit        | 1977      | Immeuble |
| Immeuble                                                                                              | 60 rue de Caumartin | 48° 52′ 30″ nord, 2° 19′ 43″ est | « PA00088934 » | Inscrit        | 1927      | Immeuble |
| Immeuble                                                                                              | 71 rue de Caumartin | 48° 52′ 31″ nord, 2° 19′ 42″ est | « PA00088935 » | Inscrit        | 1984      | Immeuble |
| Immeuble                                                                                              | 32 rue de Châteaudun 29 rue Saint-Lazare | 48° 52′ 36″ nord, 2° 20′ 11″ est | « PA00088937 » | Inscrit        | 1977      | Immeuble |
| Immeuble                                                                                              | 34 rue de Châteaudun 27 rue Saint-Lazare | 48° 52′ 36″ nord, 2° 20′ 12″ est | « PA00088938 » | Inscrit        | 1977      | Immeuble |
| Immeuble                                                                                              | 23 rue Chauchat 42 rue La Fayette | 48° 52′ 29″ nord, 2° 20′ 23″ est | « PA00088939 » | Inscrit        | 1977      | Immeuble |
| Immeuble                                                                                              | 2, 4 rue de la Chaussée-d'Antin 38 boulevard des Italiens | 48° 52′ 24″ nord, 2° 20′ 00″ est | « PA00088940 » | Inscrit        | 1927      | Immeuble |
| Immeuble                                                                                              | 6 rue de la Chaussée-d'Antin | 48° 52′ 24″ nord, 2° 20′ 00″ est | « PA00088941 » | Inscrit        | 1977      | Immeuble |
| Immeuble                                                                                              | 8 rue de la Chaussée-d'Antin | 48° 52′ 24″ nord, 2° 20′ 00″ est | « PA00088942 » | Inscrit        | 1977      | Immeuble |
| Immeuble                                                                                              | 68 rue de la Chaussée-d'Antin | 48° 52′ 33″ nord, 2° 19′ 56″ est | « PA00088945 » | Inscrit        | 1977      | Immeuble |
| Immeuble                                                                                              | 11 cité Malesherbes | 48° 52′ 51″ nord, 2° 20′ 21″ est | « PA00088963 » | Inscrit        | 1977      | Immeuble |
| Immeuble                                                                                              | 44 rue de Clichy | 48° 52′ 47″ nord, 2° 19′ 46″ est | « PA00088946 » | Inscrit        | 1977      | Immeuble |
| Immeuble                                                                                              | 68 rue Condorcet | 48° 52′ 49″ nord, 2° 20′ 30″ est | « PA00088947 » | Inscrit        | 2014      | Immeuble |
| Immeuble                                                                                              | 15 rue de Douai | 48° 52′ 54″ nord, 2° 20′ 05″ est | « PA00088948 » | Inscrit        | 1977      | Immeuble |
| Immeuble                                                                                              | 22 rue de Douai 26 rue Pierre-Fontaine 34 rue Duperré 1 rue Fromentin | 48° 52′ 56″ nord, 2° 20′ 03″ est | « PA00088949 » | Inscrit        | 1982      | Immeuble |
| Immeuble                                                                                              | 2 place d'Estienne-d'Orves 71 rue Saint-Lazare 60 rue de Châteaudun | 48° 52′ 36″ nord, 2° 19′ 58″ est | « PA00088950 » | Inscrit        | 1977      | Immeuble |
| Maison Trouard                                                                                        | 9 rue du Faubourg-Poissonnière | 48° 52′ 18″ nord, 2° 20′ 52″ est | « PA00088951 » | Inscrit        | 1927      | Maison Trouard |
| Immeuble                                                                                              | 53 rue du Faubourg-Poissonnière | 48° 52′ 29″ nord, 2° 20′ 53″ est | « PA75090006 » | Inscrit        | 2009      | Immeuble |
| Immeuble                                                                                              | 2 rue Frochot 6 place Gabriel-Kaspereit | 48° 52′ 51″ nord, 2° 20′ 17″ est | « PA75090002 » | Inscrit        | 2003      | Immeuble |
| Immeuble                                                                                              | 4 place Gustave-Toudouze | 48° 52′ 46″ nord, 2° 20′ 15″ est | « PA00088953 » | Inscrit        | 1977      | Immeuble |
| Immeuble                                                                                              | 1 rue du Helder | 48° 52′ 17″ nord, 2° 20′ 05″ est | « PA00088954 » | Inscrit        | 1977      | Immeuble |
| Immeuble                                                                                              | 3 rue du Helder | 48° 52′ 17″ nord, 2° 20′ 05″ est | « PA00088955 » | Inscrit        | 1977      | Immeuble |
| Immeuble                                                                                              | 34 rue Henry-Monnier 27 rue Victor-Massé | 48° 52′ 51″ nord, 2° 20′ 16″ est | « PA00088956 » | Inscrit        | 1977      | Immeuble |
| Immeuble                                                                                              | 17 rue Joubert | 48° 52′ 29″ nord, 2° 19′ 53″ est | « PA00088957 » | Inscrit        | 1977      | Immeuble |
| Immeuble (ancien hôtel Dervieux)                                                                      | 20 rue Joubert 98bis rue de Provence | 48° 52′ 29″ nord, 2° 19′ 48″ est | « PA00088958 » | Inscrit        | 1990      | Immeuble (ancien hôtel Dervieux) |
| Immeuble                                                                                              | 33 rue Joubert | 48° 52′ 29″ nord, 2° 19′ 49″ est | « PA00088959 » | Inscrit        | 1977      | Immeuble |
| Immeuble                                                                                              | 33 rue Lamartine 3 rue de Maubeuge | 48° 52′ 35″ nord, 2° 20′ 26″ est | « PA00088960 » | Inscrit        | 1977      | Immeuble |
| Immeuble                                                                                              | 19 rue Catherine-de-La-Rochefoucauld | 48° 52′ 42″ nord, 2° 20′ 04″ est | « PA00088973 » | Inscrit        | 1977      | Immeuble |
| Immeuble                                                                                              | 17 rue de Londres | 48° 52′ 37″ nord, 2° 19′ 45″ est | « PA00088961 » | Inscrit        | 1977      | Immeuble |
| Immeuble                                                                                              | 21 rue de Londres | 48° 52′ 38″ nord, 2° 19′ 44″ est | « PA00088962 » | Inscrit        | 1977      | Immeuble |
| Immeuble (Peintures publicitaires sur le mur-pignon)                                                  | 10 rue des Martyrs | 48° 52′ 38″ nord, 2° 20′ 22″ est | « PA75090007 » | Inscrit        | 2012      | Immeuble(Peintures publicitaires sur le mur-pignon) |
| Immeuble                                                                                              | 9 rue de Navarin | 48° 52′ 46″ nord, 2° 20′ 21″ est | « PA00088965 » | Inscrit        | 1977      | Immeuble |
| Immeuble                                                                                              | 18 rue Notre-Dame-de-Lorette 2 rue Laferrière | 48° 52′ 40″ nord, 2° 20′ 18″ est | « PA75090005 » | Inscrit        | 2008      | Immeuble |
| Immeuble                                                                                              | 49 rue Notre-Dame-de-Lorette | 48° 52′ 47″ nord, 2° 20′ 08″ est | « PA00088966 » | Inscrit        | 1977      | Immeuble |
| Immeuble                                                                                              | 50, 52 rue Notre-Dame-de-Lorette | 48° 52′ 47″ nord, 2° 20′ 10″ est | « PA00088967 » | Inscrit        | 1977      | Immeuble |
| Immeuble                                                                                              | 7 rue Pierre-Fontaine | 48° 52′ 50″ nord, 2° 20′ 06″ est | « PA00088952 » | Inscrit        | 1977      | Immeuble |
| Immeuble                                                                                              | 34 rue Jean-Baptiste-Pigalle | 48° 52′ 47″ nord, 2° 20′ 03″ est | « PA00088968 » | Classé         | 1980      | Immeuble |
| Immeuble                                                                                              | 34 rue de Provence | 48° 52′ 27″ nord, 2° 20′ 12″ est | « PA00088969 » | Classé         | 1945      | Immeuble |
| Immeuble                                                                                              | 92 rue de Provence | 48° 52′ 27″ nord, 2° 19′ 48″ est | « PA00088972 » | Inscrit        | 1977      | Immeuble |
| Immeuble (ancien hôtel de la Païva)                                                                   | 28 place Saint-Georges | 48° 52′ 42″ nord, 2° 20′ 16″ est | « PA00088974 » | Inscrit        | 1977      | Immeuble (ancien hôtel de la Païva) |
| Immeuble                                                                                              | 1 rue Saint-Georges 32 rue de Provence | 48° 52′ 27″ nord, 2° 20′ 13″ est | « PA00088975 » | Inscrit        | 1977      | Immeuble |
| Immeuble                                                                                              | 4 rue Saint-Georges | 48° 52′ 28″ nord, 2° 20′ 14″ est | « PA00088976 » | Inscrit        | 1927      | Immeuble |
| Immeuble                                                                                              | 27 rue Saint-Georges | 48° 52′ 34″ nord, 2° 20′ 14″ est | « PA00088978 » | Inscrit        | 1977      | Immeuble |
| Immeuble                                                                                              | 30 rue Saint-Lazare | 48° 52′ 37″ nord, 2° 20′ 11″ est | « PA00088979 » | Inscrit        | 1977      | Immeuble |
| Immeuble                                                                                              | 31 rue Saint-Lazare | 48° 52′ 36″ nord, 2° 20′ 11″ est | « PA00088980 » | Inscrit        | 1977      | Immeuble |
| Immeuble                                                                                              | 58 rue Saint-Lazare | 48° 52′ 37″ nord, 2° 20′ 00″ est | « PA00088981 » | Inscrit        | 1977      | Immeuble |
| Immeuble                                                                                              | 46 rue de la Victoire | 48° 52′ 31″ nord, 2° 20′ 10″ est | « PA00088983 » | Inscrit        | 1977      | Immeuble |
| Immeuble                                                                                              | 9 rue Victor-Massé | 48° 52′ 50″ nord, 2° 20′ 23″ est | « PA00088984 » | Inscrit        | 1977      | Immeuble |
| Immeuble                                                                                              | 25 rue Victor-Massé | 48° 52′ 51″ nord, 2° 20′ 17″ est | « PA00088986 » | Inscrit        | 1977      | Immeuble |
| Immeuble                                                                                              | 21bis, 23 rue Victor-Massé | 48° 52′ 51″ nord, 2° 20′ 18″ est | « PA00088985 » | Inscrit        | 1977      | Immeuble |
| Immeuble de la Société générale                                                                       | 25, 27, 29, 31 boulevard Haussmann 4, 6, 8 rue Gluck 5 rue Halévy | 48° 52′ 22″ nord, 2° 19′ 56″ est | « PA00088999 » | Inscrit        | 1977      | Immeuble de la Société générale |
| Immeubles                                                                                             | 16, 18, 22 rue de la Chaussée-d'Antin | 48° 52′ 20″ nord, 2° 20′ 01″ est | « PA00088943 » | Inscrit        | 1977      | Immeubles |
| Immeubles                                                                                             | 40, 42, 44 rue de Provence | 48° 52′ 27″ nord, 2° 20′ 10″ est | « PA00088970 » | Inscrit        | 1977      | Immeubles |
| Immeubles                                                                                             | 54, 56 rue de Provence | 48° 52′ 27″ nord, 2° 20′ 04″ est | « PA00088971 » | Inscrit        | 1977      | Immeubles |
| Immeubles aux abords de l'église de la Sainte-Trinité                                                 | 7, 8 place d'Estienne-d'Orves 1, 3, 5, 7 rue Blanche 2, 4, 6, 8 rue de Cheverus 1, 3 rue de la Trinité 1, 3, 5, 7 rue Morlot 2, 4, 6, 8 rue de Clichy                                                                                        | 48° 52′ 37″ nord, 2° 19′ 51″ est | « PA00088982 » | Inscrit        | 1977      | Immeubles aux abords de l'église de la Sainte-Trinité |
| Immeubles aux abords de l'Opéra                                                                       | 3, 5, 7 rue Auber 1 rue Boudreau 4, 6, 8 boulevard des Capucines 3 à 13 rue de la Chaussée-d'Antin 2 à 16 rue Halévy 1 rue des Mathurins 1, 2, 3, 4, 5, 7 rue Meyerbeer 6, 11, 11bis, 15, 17 rue Scribe 2 rue Auber 7, place Charles-Garnier | 48° 52′ 18″ nord, 2° 19′ 58″ est | « PA00088922 » | Inscrit        | 1977 2013 | Immeubles aux abords de l'Opéra |
| Immeubles situés square de l'Opéra-Louis-Jouvet                                                       | 1, 3, 5, 6 square de l'Opéra-Louis-Jouvet 5, 7, 9 rue Boudreau 22, 24 rue de Caumartin | 48° 52′ 18″ nord, 2° 19′ 45″ est | « PA75090004 » | Inscrit        | 2005      | Immeubles situés square de l'Opéra-Louis-Jouvet |
| Lycée Jules-Ferry                                                                                     | 77 boulevard de Clichy 62-66 rue de Douai | 48° 53′ 03″ nord, 2° 19′ 48″ est | « PA75090008 » | Inscrit        | 2016      | Lycée Jules-Ferry |
| Lycée Lamartine                                                                                       | 121 rue du Faubourg-Poissonnière | 48° 52′ 42″ nord, 2° 20′ 57″ est | « PA00088987 » | Classé         | 1923      | Lycée Lamartine |
| Mairie du 9e arrondissement                                                                           | 6 rue Drouot | 48° 52′ 22″ nord, 2° 20′ 25″ est | « PA00088989 » | Inscrit        | 1927      | Mairie du 9e arrondissement |
| Maison du miel                                                                                        | 24 rue Vignon | 48° 52′ 18″ nord, 2° 19′ 35″ est | « PA00088990 » | Inscrit        | 1984      | Maison du miel |
| Musée Grévin                                                                                          | 10 boulevard Montmartre | 48° 52′ 18″ nord, 2° 20′ 31″ est | « PA00088993 » | Inscrit        | 1964      | Musée Grévin |
| Musée Gustave-Moreau                                                                                  | 14 rue Catherine-de-La-Rochefoucauld | 48° 52′ 41″ nord, 2° 20′ 04″ est | « PA00088994 » | Inscrit        | 1979      | Musée Gustave-Moreau |
| Opéra Garnier                                                                                         | place de l'Opéra | 48° 52′ 17″ nord, 2° 19′ 55″ est | « PA00089004 » | Classé         | 1923      | Opéra Garnier |
| Le Palace                                                                                             | 8 rue du Faubourg-Montmartre | 48° 52′ 19″ nord, 2° 20′ 35″ est | « PA00088995 » | Classé         | 1976      | Le Palace |
| Passage Jouffroy                                                                                      | 10, 12 boulevard Montmartre 9 rue de la Grange-Batelière | 48° 52′ 21″ nord, 2° 20′ 32″ est | « PA00088996 » | Inscrit        | 1974      | Passage Jouffroy |
| Passage Verdeau                                                                                       | 6 rue de la Grange-Batelière 31bis, 33 rue du Faubourg-Montmartre | 48° 52′ 24″ nord, 2° 20′ 32″ est | « PA00088997 » | Inscrit        | 1974      | Passage Verdeau |
| Ancienne Poissonnerie                                                                                 | 24 rue du Faubourg-Montmartre | 48° 52′ 24″ nord, 2° 20′ 35″ est | « PA00088998 » | Inscrit        | 1984      | Ancienne Poissonnerie |
| Printemps Haussmann                                                                                   | 2 rue du Havre 64 à 70 boulevard Haussmann 115 à 127 rue de Provence | 48° 52′ 26″ nord, 2° 19′ 40″ est | « PA00088988 » | Inscrit        | 1975      | Printemps Haussmann |
| Sous-station Opéra                                                                                    | 41 rue de Caumartin | 48° 52′ 21″ nord, 2° 19′ 41″ est | « PA00089017 » | Inscrit        | 1992      | Sous-station Opéra |
| Square d'Orléans                                                                                      | 80 rue Taitbout | 48° 52′ 38″ nord, 2° 20′ 08″ est | « PA00089000 » | Inscrit        | 1977      | Square d'Orléans |
| Grande synagogue de Paris                                                                             | 44 rue de la Victoire | 48° 52′ 31″ nord, 2° 20′ 11″ est | « PA00089001 » | Classé         | 1987      | Grande synagogue de Paris |
| Église évangélique de la Rédemption Temple de la Rédemption                                           | 16 rue Chauchat | 48° 52′ 25″ nord, 2° 20′ 23″ est | « PA00089002 » | Inscrit        | 1958      | Église évangélique de la RédemptionTemple de la Rédemption |
| Théâtre de l'Athénée-Louis-Jouvet                                                                     | 24 rue de Caumartin 4 square de l'Opéra-Louis-Jouvet | 48° 52′ 19″ nord, 2° 19′ 45″ est | « PA00089016 » | Classé         | 1995      | Théâtre de l'Athénée-Louis-Jouvet |
| Théâtre Édouard VII et immeubles                                                                      | 1 à 7, 2 à 10 place Édouard-VII 16 à 22 boulevard des Capucines | 48° 52′ 17″ nord, 2° 19′ 46″ est | « PA00089003 » | Inscrit        | 1977      | Théâtre Édouard VII et immeubles |
| Théâtre des Folies Bergère                                                                            | 32 rue Richer | 48° 52′ 27″ nord, 2° 20′ 42″ est | « PA00089006 » | Inscrit        | 1990      | Théâtre des Folies Bergère |
| Théâtre Mogador                                                                                       | Rue de Mogador | 48° 52′ 31″ nord, 2° 19′ 52″ est | « PA00089007 » | Inscrit        | 1990      | Théâtre Mogador |
| Théâtre de l'Olympia                                                                                  | 28 boulevard des Capucines 8 rue de Caumartin | 48° 52′ 13″ nord, 2° 19′ 42″ est | « PA00089012 » | Inscrit        | 1991      | Théâtre de l'Olympia |
| Théâtre de Paris                                                                                      | 15 rue Blanche | 48° 52′ 42″ nord, 2° 19′ 54″ est | « PA00089005 » | Inscrit        | 1977      | Théâtre de Paris |

## Anciens monuments historiques
| Monument | Adresse             | Coordonnées                      | Notice         | Protection    | Date      | Illustration               |
| -------- | ------------------- | -------------------------------- | -------------- | ------------- | --------- | -------------------------- |
| Immeuble | 8 rue Saint-Georges | 48° 52′ 29″ nord, 2° 20′ 14″ est | « PA00088977 » | Inscrit Radié | 1927 2007 | Image manquante Téléverser |